# Chancón
Chancón es una localidad chilena ubicada 10 km al noroeste de la ciudad de Rancagua, en la Región del Libertador General Bernardo O'Higgins, Chile. Es conocida por su actividad minera, que se ha venido desarrollando en la zona desde tiempos prehispánicos.
Geológicamente, en el área de Chancón afloran ampliamente rocas volcánicas pertenecientes a la formación Las Chilcas, con presencia de brechas hidrotermales y vetas minerales de oro, cobre, plomo y zinc, y localmente de plata. El denominado «distrito minero de Chancón» comprende unas ochenta pequeñas minas en un área de unos 25 km², siendo las principales las minas El Inglés, Encanto, Sara, Escondida, Nueva Fortuna, Arizona, Chancón, Buello Segundo, Anita, Los Leones, Plegaria, Nico Primera, Nico segunda, Concoco, La Leona, La Aguada, La Orquídea, Lo Chancón, Nico Tercera, Tilde, Chiquis, Acuario Uno, Codiciada, La Culebra, Koko, Amapola, Surcón, Vincenzo, El Pimiento, entre otras. En Chancón se encuentra la Planta Los Robles de procesamiento de oro, desde donde la Empresa Nacional de Minería concreta el poder comprador de minerales del distrito. Hacia 2016, la producción minera mensual en Chancón era de aproximadamente 10 mil toneladas.
Durante los primeros días de octubre de cada año, en la medialuna de Chancón se realiza una tradicional Fiesta Campesina, dentro del marco del aniversario de la batalla de Rancagua, celebración que incluye la preparación de comidas típicas, artesanía y juegos criollos.